# Wilhelm von Ascheraden
Wilhelm von Ascheraden (* 7. Januar 1946 in Dingelstädt/Thüringen) ist ein deutscher evangelischer Pfarrer und Lieddichter.

## Werdegang
Er wurde als Sohn von Albrecht von Ascheraden (1918–1977) und Elisabeth, geb. Berve (1922–2019), geboren, besuchte ab dem Jahr 1952 die Volksschule in Osterath und hierauf ab 1956 das Humboldt-Gymnasium in Düsseldorf. Er leistete zwischen 1965 und 1967 Dienstpflicht in Sontra und Koblenz und verließ die Bundeswehr als Leutnant der Reserve.
Im Jahr 1967 immatrikulierte er sich an der Universität Heidelberg, wo er Theologie studierte. Er wechselte dann an die Johannes Gutenberg-Universität Mainz und absolvierte sein Vikariat in der Rheinischen Landeskirche. Seine erste Anstellung fand er 1974 als Studieninspektor am Predigerseminar in Bad Kreuznach, wo er bis 1977 tätig war.
Seine erste Stelle als Gemeindepfarrer versah er in der Gemeinde von Monzingen/Nahe und wechselte 1983 nach Todtmoos/Südbaden. Bis zum Eintritt in den Ruhestand betreute er zwischen 1991 und 2009 die Auferstehungsgemeinde in Offenburg. Von 1995 bis 2007 war er darüber hinaus Landesobmann der Badischen Posaunenchöre.
Im Ruhestand engagiert er sich in der bürgerschaftlich organisierten Wohngruppe Storchennest und im Projekt für gemeinschaftliches Wohnen im Alter in Ortenberg. Darüber hinaus ist er Gründungsstifter für die Gertrud-von-Ortenberg-Bürgerstiftung.

## Familie
Wilhelm von Ascheraden ist verheiratet und hat drei erwachsene Kinder.

## Werk
Er schrieb bis heute zehn geistliche Lieder; von denen das Lied Wo wir dich loben, wachsen neue Lieder in das vom Gottesdienst-Institut der Evangelisch-Lutherischen Kirche in Bayern im Jahr 2012 in Nürnberg herausgegebene Liederheft Kommt, atmet auf aufgenommen wurde. Es findet sich auch im 2018 erschienenen Anhang zum Gesangbuch der Evangelischen Landeskirche Baden, wo Ascheradens Lied auch den prominenten Platz als Titel der Veröffentlichung einnimmt.

## Ehrungen
Die Gemeinde Ortenberg/Baden verlieh ihm im Jahr 2019 die Bürgermedaille.